# Obora (Zalas)
Obora – północno-zachodnia część wsi Zalas w Polsce, położona w województwie małopolskim, w powiecie krakowskim, w gminie Krzeszowice.
W latach 1975–1998 Obora administracyjnie należała do województwa krakowskiego.
Na północnych krańcach Obory przebiega autostrada A4 (E40), a za nią rozciąga się Las Zwierzyniecki w Tenczyńskim Parku Krajobrazowym. Od zachodu graniczy z Grojcem.
W XIII w. istniał tu gród rycerski. W okresie wojny światowej w Oborze na potoku Rudno istniała granica III Rzeszy (Grojec) i Generalnego Gubernatorstwa (Obora).